# Girocens
Girocens (en francès Giroussens) és un municipi francès situat al departament del Tarn i a la regió d'Occitània. Està situat a la vall de l'Agout entre La Vaur, Graulhet i Sant Somplesi.

## Demografia
| 1962                                       | 1968  | 1975  | 1982 | 1990  | 1999  | 2007  |
| ------------------------------------------ | ----- | ----- | ---- | ----- | ----- | ----- |
| 1.031                                      | 1.054 | 1.066 | 1058 | 1.051 | 1.040 | 1.296 |
| Des de 1962: població sense dobles comptes |       |       |      |       |       |       |

## Administració
| Període   | Identitat           | Partit    |
| --------- | ------------------- | --------- |
| 2001-2008 | Casimir Belda       | UMP-MoDem |
| 2008-     | Jean-Louis Claustre |           |